# Jorden runt på 80 dagar (miniserie)
Jorden runt på 80 dagar (originaltitel: Around the World in 80 Days) är en brittisk miniserie i tre delar från 1989 i regi av Buzz Kulik. Filmens manus, skrivet av John Gay, är baserat på Jules Vernes roman från 1873 med samma titel.

## Handling
I 1800-talets England lever den rike Phileas Fogg (Pierce Brosnan) ett inrutat liv. En dag slår han vad om att han kan resa jorden runt på 80 dagar. Till sin hjälp har han sin betjänt Jean Passepartout (Eric Idle).

## Rollista i urval
| Pierce Brosnan  | – Phileas Fogg                                   |
| Eric Idle       | – Jean Passepartout                              |
| Julia Nickson   | – Prinsessan Aouda                               |
| Peter Ustinov   | – Detektiv Wilbur Fix                            |
| Jack Klugman    | – Kapten Bunsby                                  |
| Roddy McDowall  | – McBaines                                       |
| Darren McGavin  | – Benjamin Mudge                                 |
| Robert Morley   | – Wentworth                                      |
| Stephen Nichols | – Jesse James                                    |
| Lee Remick      | – Sarah Bernhardt                                |
| Jill St. John   | – Kvinna som blir förväxlad med prinsessan Aouda |
| Robert Wagner   | – Alfred Bennett                                 |